# Brachycoelium obesum
Brachycoelium obesum är en plattmaskart. Brachycoelium obesum ingår i släktet Brachycoelium och familjen Brachycoeliidae. Inga underarter finns listade i Catalogue of Life.